# Igreja de São João Batista (São Luís)
A Igreja de São João Batista é um templo católico localizado no cruzamento entre a Rua de São João e a Rua da Paz, no centro de São Luís, Maranhão. É a quarta igreja mais antiga da cidade e uma das mais importantes, sendo conhecida por ter abrigado o túmulo de Joaquim Silvério dos Reis, traidor da Inconfidência Mineira falecido em 1819.

## Histórico
Sua construção teria sido uma forma de penitência do então governador do Maranhão, Ruy Vaz de Siqueira. Segundo uma lenda, ele teria tido um caso amoroso com uma mulher aristocrata casada e para evitar um escândalo, teria prometido a São João Batista erguer uma igreja em sua homenagem se seu relacionamento não fosse descoberto. Então, o governador, que era comendador de São Vicente da Beira na Ordem de Cristo, teria ordenado a construção da igreja, que foi realizada em 1665. Porém, é possível que no local já existisse uma igreja antes da invasão holandesa em 1641, e nesse caso, a obra realizada por Ruy Vaz de Siqueira seria uma reconstrução. Após a obra, a igreja foi colocada sob a guarda de soldados portugueses que, em 1673, tiveram o Compromisso de Irmandade aprovado para proteger o templo.
A igreja foi elevada à categoria de paróquia em 10 de maio de 1857, passando a abranger as igrejas de Sant'Anna e Santo Antônio. Recebeu melhorias em 1862 pelo governador Inácio Coelho da Silva. Em 1867, o largo de São João recebeu calçamento. E em 1934, a igreja passou por uma grande reforma, sendo reconstruída.
Um fato de grande importância sobre a Igreja de São João é que esta, durante muito tempo, abrigou os restos mortais de Joaquim Silvério dos Reis, traidor da Inconfidência Mineira. Porém, seu túmulo, localizado no ossuário à esquerda da entrada da igreja, foi destruído com as sucessivas reformas pelas quais a construção passou.

## Características da construção
A fachada atual da igreja tem estilo predominantemente neoclássico. Possui quatro colunas com capitel em estilo coríntio, uma porta central e acima desta, cinco janelas. Suas duas torres são diferentes, fazendo com que a igreja tenha aspecto assimétrico, o que é considerado uma fuga do padrão neoclássico e um exemplo de sincretismo com outros estilos arquitetônicos. A fachada inclui ainda um frontão com o símbolo do Santo Nome de Jesus (IHS). Sobre ele, há uma cruz de ferro e abaixo, a inscrição em latim SANCTI JOANNIS BAPTISTÆ ECCLESIA, que significa Igreja de São João Batista. Os anos 1665 e 1934 inscritos nas duas torres indicam as datas da construção por Ruy Vaz de Siqueira e da última grande reforma, respectivamente.